# Макаренко, Борис Игоревич
Бори́с И́горевич Мака́ренко (род. 9 августа 1959, Москва) — российский политолог, президент Центра политических технологий, профессор Высшей школы экономики. Кандидат политических наук.

## Биография
Родился 9 августа 1959 года в Москве.

## Образование
В 1981 году окончил с отличием Институт стран Азии и Африки при МГУ им. М. В. Ломоносова по специальности «Международные экономические отношения» с квалификацией «Экономист-востоковед, референт-переводчик арабского языка». В сентябре 1992 года — мае 1993 года получил образование в Школе госуправления и международных дел Принстонского университета (Нью-Джерси, США) по программе повышения квалификации по специальности «политология».
В 2016 году получил ученую степень кандидата политических наук, защитив диссертацию на тему «Современные тенденции развития партий и партийных систем».

## Общественная деятельность
В 1981—1990 годах — консультант в Советском комитете защиты мира (ответственный за контакты с неправительственными организациями Азии, Африки и Австралии). В 1990—1992 годах — консультант отдела международных организаций Советского фонда мира. В марте-августе 1992 года — заместитель начальника отдела международных организаций, Международная ассоциация фондов мира (МАФМ), курировал связи с ООН и другими международными организациями.

## Политологическая деятельность
В июне — декабре 1993 года — консультант Проекта по этническим отношениям (Принстон, Нью-Джерси, США).
С декабря 1993 года по декабрь 1994 года — руководитель проектов, с декабря 1994 года — заместитель генерального директора, с 2004 года — первый заместитель генерального директора Центра политических технологий, с 2007 года — председатель правления Центра политических технологий, с мая 2018 года — президент Центра политических технологий.
С 2006 по 2010 год — преподаватель кафедры сравнительной политологии Московского государственного института международных отношений (МГИМО-Университета).
С 2011 года — профессор Высшей школы экономики, где работает на Факультете прикладной политологии (в 2014 году реорганизован в Департамент политической науки Факультета социальных наук, в 2019 году — в Департамент политики и управления Факультета социальных наук), преподавал такие курсы, как «Актуальные проблемы современной российской политики», «Политические технологии в российской политике», «Институты и практики российской политики в сравнительной перспективе», «Современная российская политика», «Актуальные проблемы современной политики» и другие.
С 2008 года по 2012 год — директор общественно-политических программ развития Института современного развития (ИНСОР).
С 1996 года является членом редакционного совета журнала «Полития».
В октябре 2011 года высказал в онлайн-интервью следующее мнение по поводу голосования на выборах в Государственную думу:

… Первый — если какая-то партия нравится своей программой или лицами, голосуй за неё.
Второй — если ни одна не нравится, голосуй за ту, которая наименее неприятна (это как выбор в советском гастрономе — из того, что есть, покупали наименее несъедобное).
Третий — если не веришь, что твой голос на что-то повлияет, значит, не веришь власти. Тогда выбирай ту партию, которая тебе кажется самой серьёзной оппозицией такой ситуации, в которой твой голос ничего не значит.

## Научные труды
Книга:
- Homo Deputatus в парламенте и политике. М., 2001.

Авторские статьи:
- Феномен политического лидерства в восприятии общественного мнения: уроки избирательных кампаний 1995 и 1996 гг., «Вестник фонда РОПЦ», № 2, декабрь 1996 г.
- Указы и законы: процесс принятия законодательных решений, «Полития», № 3 (5), осень 1997
- Губернаторские партии власти как новый общественный феномен, «Полития» № 1 (7), весна 1998.
- Выборы и политический режим в России: взаимовлияние. Анализ опыта прошлых лет закономерности становления и развития./ «Россия: поиск пути», М., 1999.
- Институты власти и российский избиратель: взаимовлияние через выборы./ «Российское общество: становление демократических ценностей», Под ред. М. Макфола и А. Рябова, Моск. центр Карнеги, М., 1999
- Идеологические установки депутатов Государственной Думы, «Полития» № 5(23), декабрь 2001 г.
- Политическое прогнозирование как искусство возможного, «Полития» № 5(23), декабрь 2001 г. (с И. Буниным)
- Партия власти в Московской городской Думе: от выборов до выборов./ «Политика в регионах: губернаторы и группы влияния», М., 2002.
- Консолидация демократии: детские болезни постсоветских государств, «Полития», № 4 (27), зима 2002—2003 гг.
- Парламентские выборы 2003 г. как проявление кризиса партийной системы, «Полис», № 1, 2004 г.
- Верна ли будет пропорция?, «Полития», № 1(32), весна 2004 г.
- Демократический транзит в России, «Мировая экономика и международные отношения», № 11, 2004 г.

Переводы:
- Перевод: А. Лейпхарт, Демократия в многосоставных обществах: сравнительное исследование. М., 1997
- Редактор перевода: Э. Геллнер, Условия свободы: гражданское общество и его исторические соперники. М., 1995